# Песня для Евы
«Песня для Евы» — российский короткометражный фильм 2022 года режиссёра и сценариста Алексея Мячикова. Съёмки фильма проходили в Калуге. Его премьера состоялась 28 августа 2022 года в местном Инновационном культурном центре. В главных ролях – Надежда Клюшкина, Игорь Булеев и Наталья Демидова.

## Сюжет
История случайного знакомства 46-летнего рокера Пахома и 8-летней девочки по имени Ева, которое неожиданно становится судьбоносным для обоих. Пахом, находящийся в творческом и жизненном кризисе, обретает в лице жизнелюбивой и очаровательной Евы надежду на лучшее. У Евы же есть свой секрет, которым она ни с кем не может поделиться.

## В ролях
- Надежда Клюшкина — Ева Райская
- Игорь Булеев — Пахом
- Наталья Демидова — Камилла, мама Евы
- Алексей Алешко — продюсер Пахома
- Ксения Голыжбина — риелтор
- Светлана Гончарова — певица
- Сергей Нарышев — музыкант, друг Пахома

## Съёмки
Фильм был полностью снят в Калуге. Среди задействованных локаций: Памятник 600-летию Калуги, улицы Кирова и Театральная, музейно-краеведческий комплекс «Усадьба Золотарёвых», музей-заповедник Полотняный завод, Калужская областная клиническая больница.

## Награды
- Диплом жюри за доброе кино фестиваля «Амурская осень» (2022)[5][6][7]

## Восприятие
Киновед Александра Иванова отметила игру юной актрисы Надежды Клюшкиной — «воплощение детского очарования и непосредственности», а сам фильм назвала «простой историей, способной растопить сердца».
Филолог и журналист Анна Хрусталёва в своей статье для онлайн-издания Perspéctum посчитала, что «„Песне для Евы“ Алексея Мячикова… Семейное кино, к тому же снятое на региональной студии „Калугафильм“, стоит того, чтобы обратить на него внимание».
По мнению кинокритика Никиты Никитина, наибольшей похвалы заслуживают исполнительницы главных женских ролей Клюшкина и Демидова.